# Lill Båtöklippan
Lill Båtöklippan is een Zweeds eiland behorend tot de Lule-archipel. Het ligt ten noordoosten van het veel grotere Båtön. Het eiland heeft geen oeververbinding en is onbebouwd.